# David de Gea
David de Gea Quintana (Madrid, 7 de novembro de 1990) é um futebolista espanhol que atua como goleiro. Atualmente está na Fiorentina.

## Clubes

### Atlético de Madrid

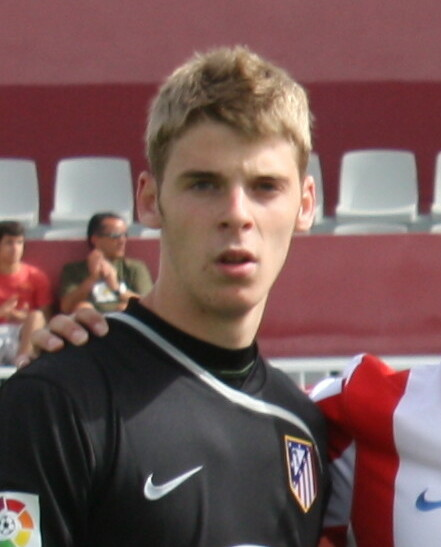
De Gea pelo Atlético de Madrid B.

De Gea juntou se ao Atlético de Madrid, com 10 anos de idade, e fez o seu caminho através das divisões de bases do clube. Ele passou seus primeiros anos como profissional jogando pelo Atlético de Madrid B em Segunda División B.
Como o primeiro goleiro Sergio Asenjo tinha sido convocado pela Seleção Sub-20 para a Copa do Mundo FIFA Sub-20 de 2009, De Gea foi convocado para a equipe principal, como cobertura para Roberto Jimenéz.

#### 2009–10
Ele fez sua estreia pelo clube de Madrid no dia 30 de setembro de 2009, após o goleiro titular se machucar na partida da Fase de Grupos da Liga dos Campeões diante o Porto. De Gea sofreu dois gols e seu clube perdeu por 2-0.
A lesão de Roberto (guarda-redes titular do Atlético) fez com que De Gea fosse utilizado na La Liga três dias depois, em casa contra o Real Zaragoza, ele fez um pênalti aos 19 minutos, mas logo se redimiu salvando a cobrança de Marko Babić, em uma vitória por 2 a 1.
Depois de alguns erros do seu substituto, Sergio Asenjo, e com a chegada de Quique Sánchez Flores como gerente, De Gea terminou a temporada 2009–10 como o porteiro titular do time madrilenho. Além disso, ele participou de oito jogos na vitoriosa campanha do Atlético na Liga Europa da UEFA, incluindo o 2-1 na final, vitória contra o Fulham.
Nessa mesma temporada, De Gea disputara uma final de Copa do Rei, mas o time dele foi superado pelo Sevilla que conseguiu garantir um placar de 2 a 0.

#### 2010–11

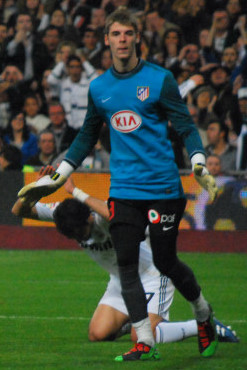
De Gea em 2010.

Após uma época vitoriosa, o espanhol estreou com a equipe na temporada seguinte vencendo a Inter de Milão pela Supercopa da UEFA de 2010, onde chegou a defender uma cobrança de Diego Milito no fim da partida. A partida terminou 2 a 0 para o clube espanhol.
Todavia, esse foi o único título conquistado pelo goleiro na temporada. A equipe não conseguiu se sair bem na Liga Europa (saindo na Fase de Grupos), foi eliminada nas quartas de final contra o Real Madrid na Copa do Rei e ainda ficaram só com a posição de número cinco na La Liga.
Após a temporada, o jogador iria sair de seu país natal. Ao todo, o porteiro fizera 84 partidas e garantiu 23 clean sheets no time espanhol.
O jogador deixou o Atlético por vontade própria. O time de Madrid quis renovar com o seu goleiro, mas ele avaliou as opções e tratou de aceitar uma oferta para disputar a Premier League. Com isso, em sua despedida, David tratou de agradecer a todos aqueles que trabalharam com ele durante essas duas temporadas de profissional que disputara em solo espanhol:
| “                                  | Quero fazer meu agradecimento a todas as pessoas que confiaram em mim e aos torcedores, que sempre me quiseram bem desde garoto. Esperamos nos ver no futuro. Esse clube será sempre grande. O Atlético me fez uma oferta de renovação em outubro do ano passado, e eu disse que não estudaria nada até que acabasse o campeonato europeu. Discuti muito com minha família e decidi ir para o United, era um passo adiante. | ” |
| — De Gea em despedida do Atlético. | |   |

Anos depois, já consolidado como um dos ídolos do Manchester United, o jogador comentou sobre sua passagem pelo time espanhol e se pensa em voltar para o time que o revelou para o futebol:
| “                                    | Eu gosto do fato de ter nascido e crescido em Madrid, mas é apenas uma cidade. Hoje em dia eu sinto como se fosse de Manchester, como mais um da cidade. Sua casa é onde você é amado e bem-vindo e me sinto assim em Manchester. Claro que tudo pode acontecer no futebol, mas honestamente não me vejo fora do United. | ” |
| — De Gea sobre retornar ao Altético. | |   |

### Manchester United
Em 29 de junho de 2011, foi o escolhido por Alex Ferguson para ocupar a vaga de Edwin van der Sar no Manchester United a partir da próxima temporada, 2011–12, após a aposentadoria deste. A confirmação da transferência partiu do próprio treinador. Ao fim da partida amistosa com a Juventus, que funcionou como jogo de despedida de Gary Neville, outro recém-aposentado, Ferguson confirmou aos jornalistas que o jovem goleiro De Gea, irá para Old Trafford após a reabertura de mercado:
| “ | Nós estamos trabalhando nisso há algum tempo, nós o identificamos como alguém que deveríamos contratar. Ele é um goleiro jovem, muito rápido, com boa compostura e presença. Ele é uma grande reposição a Edwin van der Sar. Nós procurávamos por alguém com os mesmos tipos de qualidades. Uma grande qualidade que Edwin sempre teve é sua compostura e capacidade de organização. David de Gea é muito similar nesse sentido. | ” |

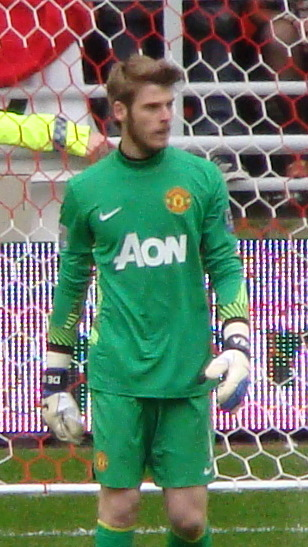
David em 2012.

Pelo time inglês, De Gea marcou história conquistando a maioria dos troféus que disputou. Logo em seu debut, no dia 7 de agosto de 2011, o goleiro ajudou seu time a vencer o Manchester City na Supercopa da Inglaterra daquele ano. O goleiro conseguiu chegar à Supercopa em mais duas oportunidade e venceu todas elas levando somente um gol contra o Leicester em 2016.
Ainda sobre as copas nacionais, De Gea pôde conquistar a Copa da Liga Inglesa por duas vezes. Mas conseguiu também estacionar na semifinal em outras três vezes. Nas vezes que levantou o troféu, De Gea participou ativamente das finais diante o Southampton (em 2017) e contra o Newcastle (em 2023), levando dois somente na primeira final.
A Copa da Inglaterra foi a competição que De Gea conseguiu chegar a final três vezes. Contudo, sua única vitória aconteceu na temporada 2015–16, quando conseguiu contribuir para o título dos Red Devils em uma partida tensa diante o Crystal Palace que terminou com vitória do clube de Manchester por 2 a 1 na prorrogação.
Nas oportunidades que perdeu a competição, o time enfrentava momentos incertos nas competições que disputava. Antes do jogo decisivo contra o Chelsea, em 2018, o jogador tratou de mostrar seu descontentamento com a época do time:
| “                                                                                         | É claro que a FA Cup é muito importante, um belo troféu para ganhar, e vamos fazer tudo para conquistá-la. Mas não é suficiente – somos o Manchester United e temos que almejar coisas maiores e melhores, esse sempre deve ser o nosso foco. A próxima temporada é uma nova temporada e temos que melhorar em várias áreas. Temos que lutar para estarmos envolvidos no final da temporada. Não será apenas o Manchester City que vamos desafiar na próxima temporada, cinco ou seis equipas lutam pela Premier League. [...] Estamos aqui para tentar ganhar troféus. Os adeptos e as pessoas do clube merecem coisa melhor e é isso que temos de fazer: lutar para ganhar grandes troféus. | ” |
| — De Gea sobre conquistar a FA Cup. Contudo, o time saiu derrotado pelo Chelsea na final. | |   |

Em sua estreia na Premier League, o jogador conseguiu disputar o título da competição ativamente fazendo com que a equipe liderasse a Liga por várias rodadas. Enquanto estava nessa época, o jogador conseguiu defender um pênalti de Robin van Persie na goleada do United por 8 a 2 diante o Arsenal.

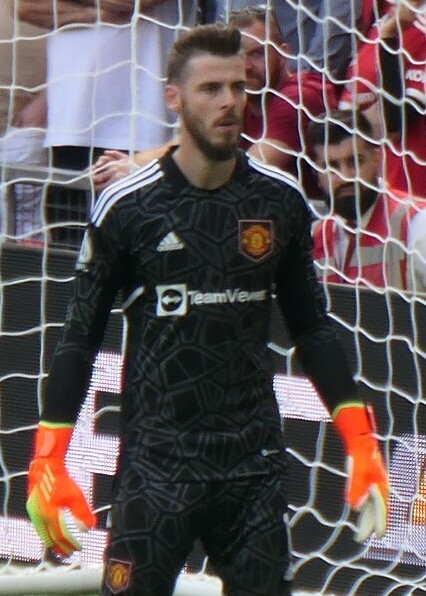
De Gea é um dos goleiros mais lendários do Manchester United.

Todavia, foi na 36ª rodada que o sonho do título ficou difícil. Após empatarem em 4 a 4 contra o Everton na rodada anterior, os times de Manchester se enfrentaram para definir o líder da Premier League. Na partida, o capitão dos Citizens, Vincent Kompany, superou o goleiro com um gol de cabeça após um escanteio nos acréscimos do primeiro tempo e deu números finais ao jogo. Mesmo que os Red Devils tenham vencido as próximas duas partidas, o clube azul de Manchester conseguiu o mesmo feito e terminou a temporada como campeão.
Após a perda do título, De Gea retornou para época seguinte onde obteve um desfecho diferente. Sendo o goleiro titular em diversos momentos, pois precisou se ausentar para os Jogos Olímpicos de 2012, David conseguiu garantir o título da Premier League de 2012–13 quando os Red Devils venceram o Aston Villa por 3 a 0 na 34ª rodada da competição.
Após essa temporada vitoriosa, De Gea continuou com a equipe, mesmo após diversos momentos de irregularidades dentro do Campeonato Inglês. Na época que sucedeu o troféu, David amargou a sétima colocação e não conseguiu mais vencer a Premier League em nenhuma oportunidade, apesar de ter conquistado a segunda colocação mais duas vezes (nas épocas 2017–18 e 2020–21).

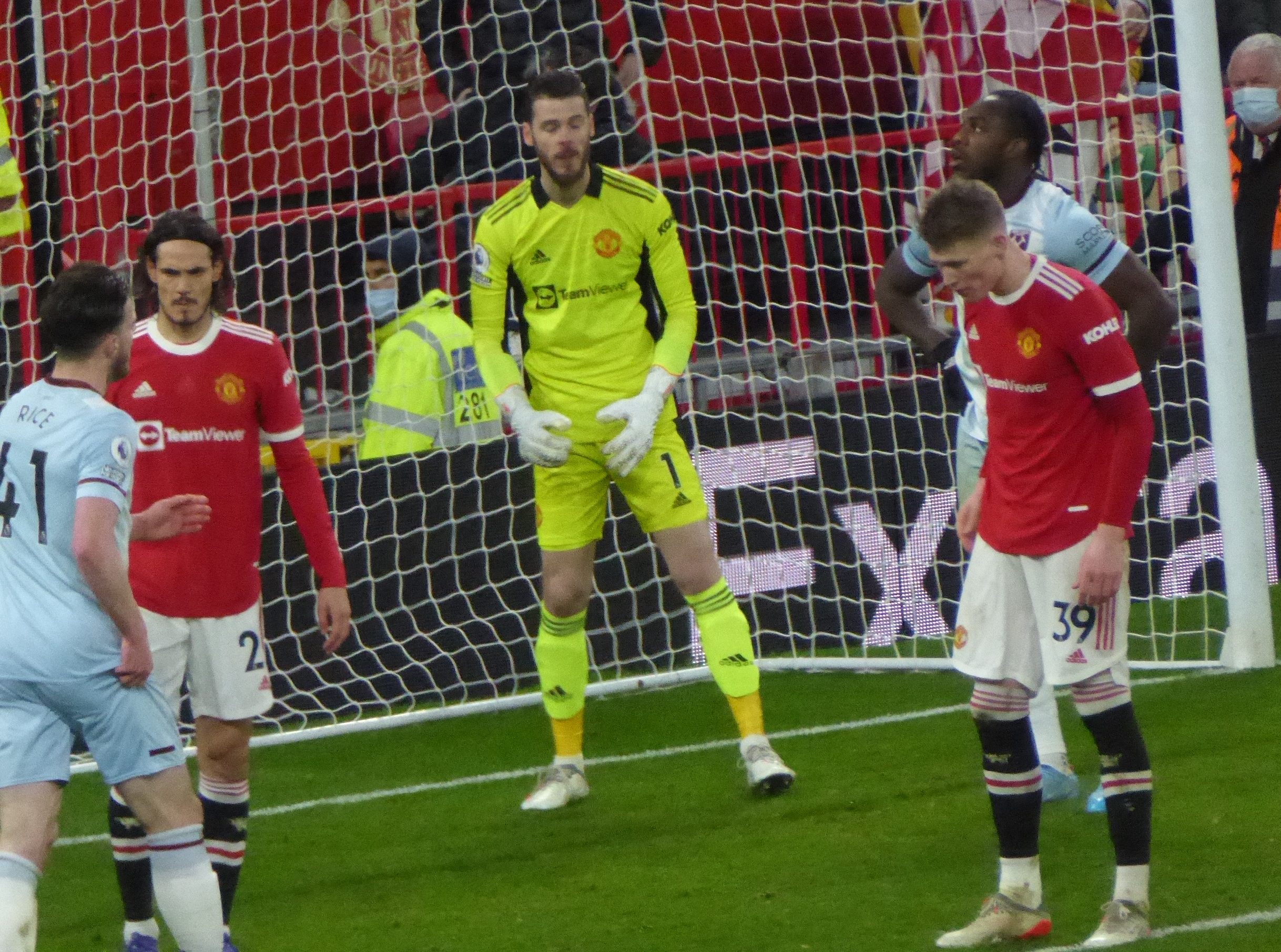
De Gea e Cavani (na frente do camisa 41) pelo United.

Enquanto disputava a Premier League de 2020–21, o jogador conseguiu participar de um gol na 37ª rodada. David chutou a bola para frente e Bruno Fernandes aplicou um toque sutil na pelota que seguiu seu percurso até chegar nos pés de Edinson Cavani, que encobriu o goleiro do Fulham gerando assim um magnífico gol. O tento foi considerado o Melhor Gol do Mês de Maio da Premier League naquela época.
Entre seus prêmios individuais no Campeonato Inglês, De Gea conseguiu garantir a Luva de Ouro em duas oportunidades; garantiu-se na Equipe do Ano quatro vezes, venceu o prêmio de Jogador do Mês uma vez em janeiro de 2022 (sendo o primeiro guarda-redes a vencer a premiação desde 2016). Ele também conseguiu sagrar-se quatro vezes o vencedor do prêmio de Melhor Jogador do Manchester United.
Após mais de uma década em solo inglês, o jogador deixou a marca de ser o atleta não inglês que mais vezes jogou pelo Manchester United. Pela Liga Inglesa, David fizera 415 jogos, onde garantiu a marca de 147 partidas sem sofrer gols. Nessas temporadas, ele defendeu cinco pênaltis, não levou cartões vermelhos e fizera 1157 defesas pela Premier League.
Por conta de boas colocações do United na Premier League, De Gea teve a chance de jogar a Liga dos Campeões em oito oportunidades. Contudo, nunca chegou a passar das quartas de final. Sua estreia na competição ocorreu em 27 de setembro de 2011 em um empate heroico do United diante o Basel em 3 a 3 ainda na segunda rodada da Fase de Grupos. Todavia, o time não conseguiu vaga à próxima Fase da Competição.

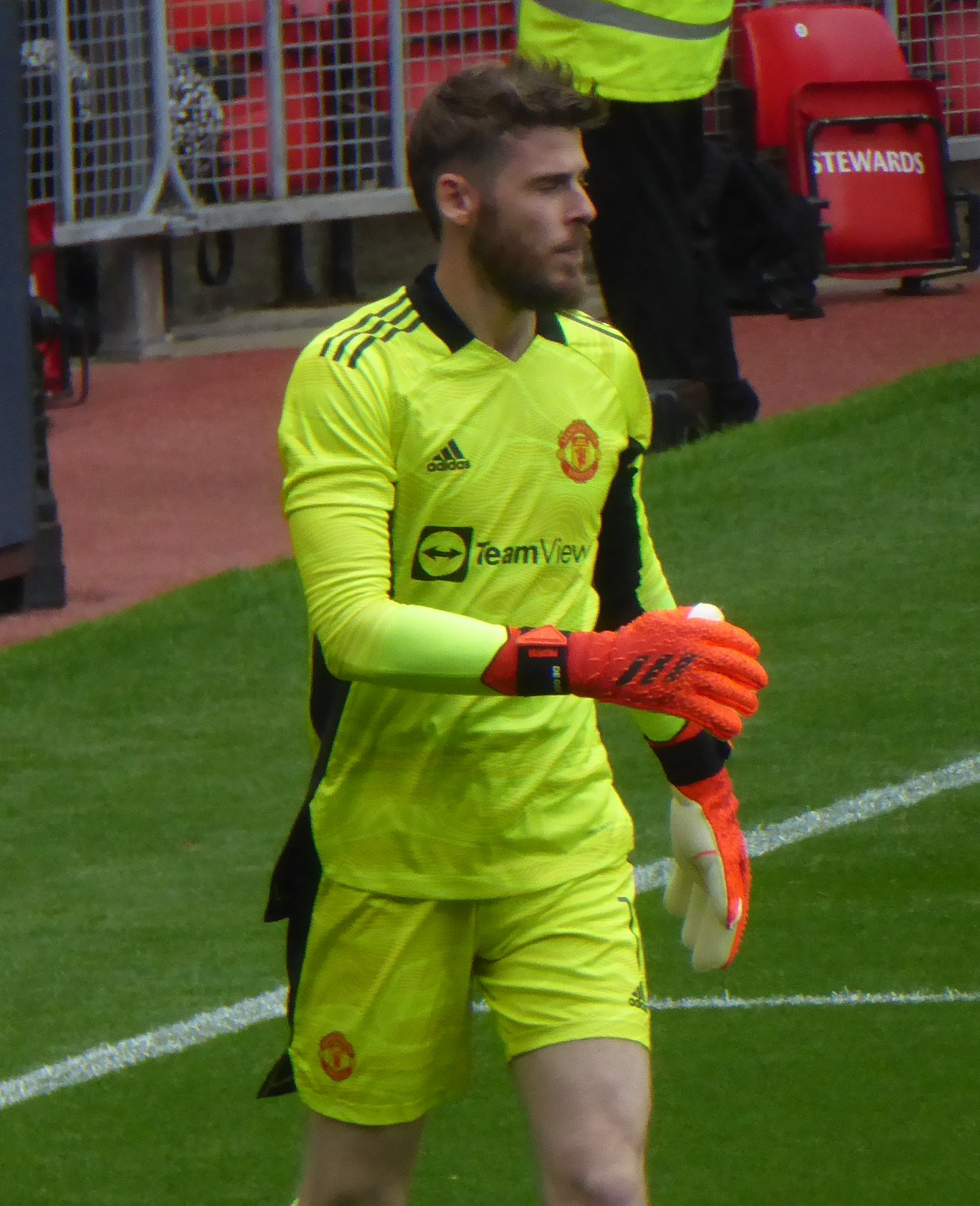
De Gea em 2021.

Após uma eliminação precoce na Fase de Grupos e outra nas Oitavas (onde levou gol de seu futuro colega de equipe, Cristiano Ronaldo), De Gea continuou na equipe para época seguinte e conseguiu ajudar seu time a conquistar mais uma vitória. Dessa vez, o jogador participou de um gol após dar um forte chute de sua área e ela parar nos pés do artilheiro Wayne Rooney. O jogador inglês aproveitou erros individuais dos zagueiros do Bayer Leverkusen, aplicou seu gol de número 200 com a camisa dos Red Devils, e também fez seu time vencer o duelo por 4 a 2.
Porém, mesmo que tenham passado na Fase de Grupos, o sonho do troféu foi interrompido nas quartas, pois o Bayern de Munique conseguiu superar o time do Old Trafford no placar agregado de 4 a 2.
Na Liga dos Campeões da UEFA de 2015–16, De Gea defendeu um pênalti de Roman Eremenko do CSKA de Moscovo, mas outro jogador adversário aproveitou o rebote do guarda-redes e abriu o placar na Fase de Grupos. A partida terminou 1 a 1, mas, no fim, o United amargou mais uma eliminação nessa Fase da competição.
A última vez que o jogador disputou as quartas de final da Liga dos Campeões aconteceu na temporada 2018–19. Após derrotarem o PSG nas oitavas, o time não conseguiu derrotar o Barcelona de Lionel Messi, Coutinho e Suárez e perderam por 4 a 0 no placar agregado.
Apesar de jamais ter vencido a Liga dos Campeões, a única competição que ele não conseguiu troféu pelo United, o jogador teve momentos melhores na Liga Europa da UEFA. Ele disputou a competição em seis oportunidades e alcançou, ao menos, a semifinal em três vezes em sequência.

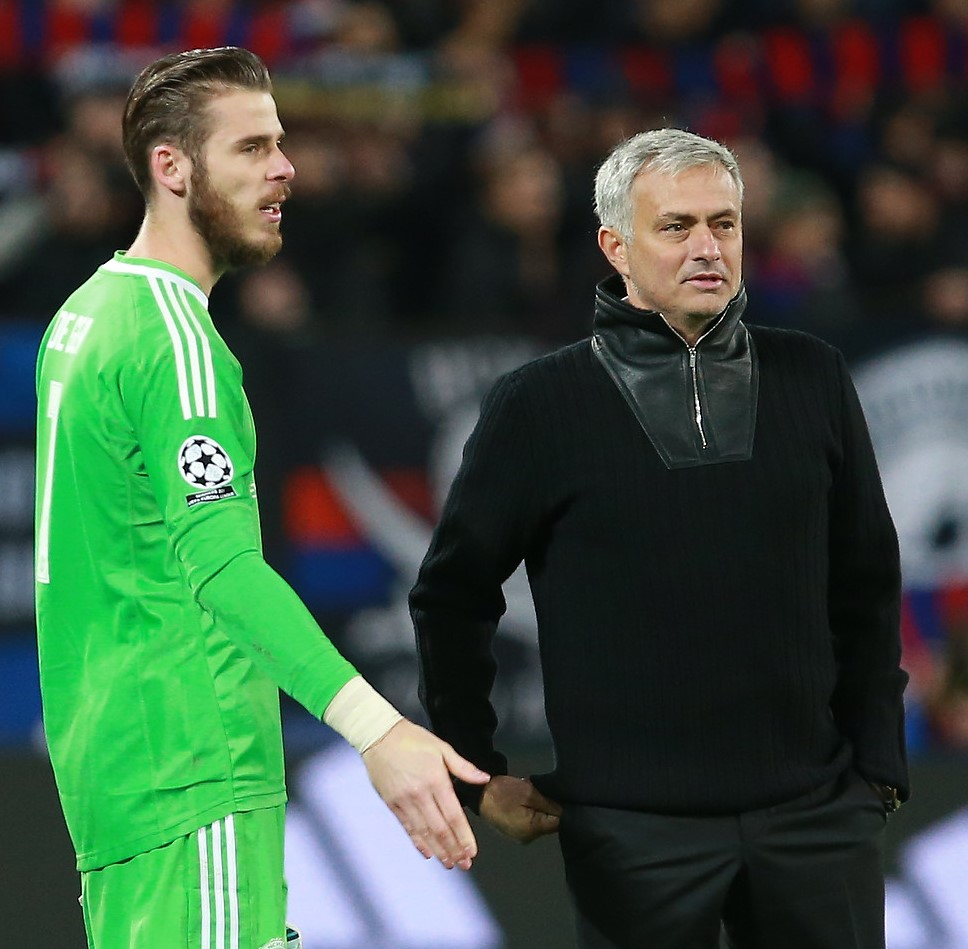
De Gea venceu a Liga Europa com José Mourinho como o treinador.

A primeira vez, na temporada 2016–17, o jogador participou de alguns jogos da Fase de Grupos, mas foi trocado pelo goleiro reserva Sergio Romero e não foi mais titular no restante da competição. Ao fim, o clube venceu o Ajax na final e ficou com o troféu inédito na história do clube.
Entre 2019–20, o jogador foi novamente suplente não utilizado em diversas partidas da Liga Europa, mas estreou na competição como capitão na Fase de Grupos. Seu segundo, e último, jogo ocorreu na semifinal diante o Sevilla. O time da Espanha conquistou a vitória pelo placar simples de 1 a 0 e eliminou a equipe de Manchester.
Disputando a final da competição pela última vez na carreira, De Gea participou de mais jogos da Liga Europa da UEFA de 2020–21 a partir do jogo de volta das quartas de final quando o United eliminou o Granada. O jogador continuou na equipe e chegou na Final diante o Villarreal e viu seu clube perder o jogo decisivo nas penalidades. David não defendera nenhuma vez, e chegou a ser o responsável por cobrar um pênalti após 21 cobranças. Contudo, ele errou sua batida e o Submarino Amarelo conquistou o título inédito.
Enquanto jogava no time inglês, o jogador recebia diversas sondagens de grandes times do resto do mundo. No último dia da janela de transferências, em 1 de setembro de 2015, houve uma tentativa de transferência ao Real Madrid, que foi frustrada por ter vencido o prazo de encaminhamento da documentação a Liga Espanhola de Futebol. Dez dias depois renovou seu contrato até 2019. Em agosto 2023, após lesão de Courtois, o Real Madrid buscou novamente a contratação de De Gea, mas ela não se concretizou.

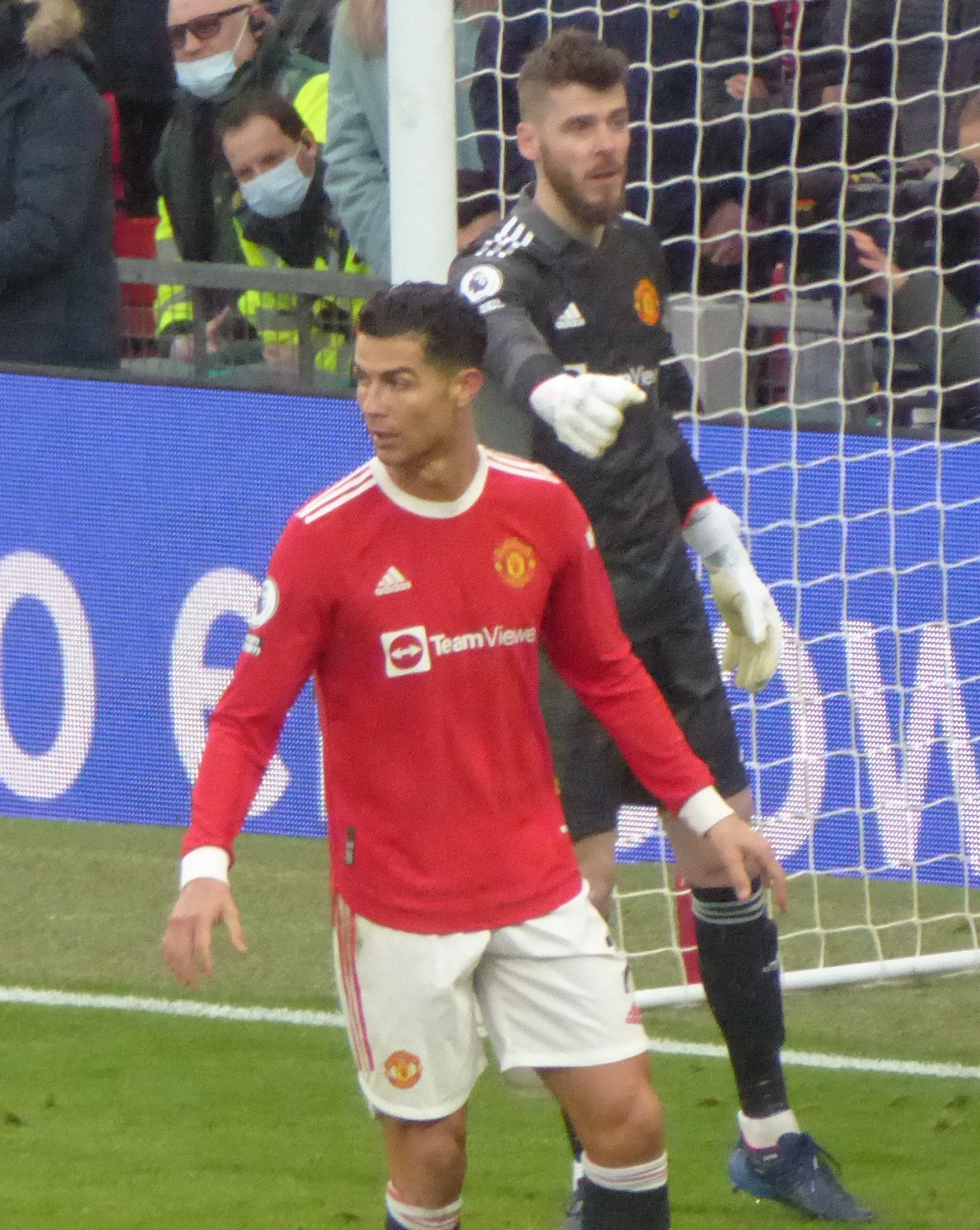
De Gea e Cristiano Ronaldo foram jogadores que saíram do United após a chegada de Erik ten Hag.

O jogador, juntamente com o ídolo do time vermelho, Cristiano Ronaldo, foram os principais atletas do time durante a temporada 2021–22, mas tiveram sua passagem interrompida na época seguinte. Após a chegada de Erik ten Hag ao clube, os dois jogadores deixaram a equipe em momentos diferentes. Pouco antes da Copa do Mundo de 2022, Cristiano deu uma entrevista polêmica criticando o treinador e semanas depois teve seu contrato rescindido. David, que sequer havia sido convocado para Seleção Espanhola para disputa dessa competição, deixou o time após a última partida dos Red Devils, por problemas na renovação de contrato.
O goleiro vinha enfrentando algumas falhas em determinadas partidas e já tinha sido descartado de convocações da Seleção Espanhola diversas vezes. Somado a isso, o clube desfazia-se de alguns atletas época após época e o United e o atleta não conseguiram acordar um valor agradável ao espanhol que preferiu deixar o clube que defendeu por mais de 500 jogos. O Daily Mail afirmou que o novo treinador do clube não estava seguro de manter o arqueiro para próxima época e pediu ao United para trazer André Onana que já havia trabalhado com ele no Ajax e que tinha sido vice-campeão da Liga dos Campeões da UEFA de 2022–23.
| “                                                      | Eu só queria enviar esta mensagem de despedida a todos os torcedores do Manchester United. Gostaria de expressar minha inabalável gratidão e apreço pelo amor dos últimos 12 anos. Conquistamos muito desde que meu querido Sir Alex Ferguson me trouxe para este clube. Senti um orgulho incrível sempre que vesti esta camisa, para liderar o time, para representar esta instituição, o maior clube do mundo, foi uma honra concedida apenas a alguns jogadores de futebol sortudos. Foi um período inesquecível e de sucesso desde que cheguei aqui. Não pensei que saindo de Madrid quando menino conseguiríamos o que fizemos juntos. Agora, é o momento certo para empreender um novo desafio, para me esforçar novamente em novos ambientes. Manchester sempre estará no meu coração, Manchester me moldou e nunca vai me deixar. Nós vimos isso tudo. | ” |
| — A carta de despedida de De Gea ao Manchester United. | |   |

Seu último jogo com a camisa do Manchester United aconteceu pela 38ª rodada da Premier League de 2022–23, em 28 de maio de 2023, quando o time de Manchester derrotou o Fulham por 2 a 1 no Old Trafford. Seu último clean sheet ocorreu duas rodadas antes, na partida vencida pelo seu clube diante o Bournemouth, no dia 20 daquele mesmo mês.
Ainda em seus últimos meses de clube, o jogador conseguiu vencer seu último troféu. Disputando a final da Copa da Liga em 2023, ele foi o goleiro titular na vitória do United diante o Newcastle. Era o primeiro título do time desde 2017, onde também foi titular.
A passagem de David De Gea pelo Manchester United, oficialmente, chegou ao fim em 8 de julho de 2023. Ele entrou em campo em 545 partidas, com 190 jogos sem ser vazado (um recorde na história do United) e conquistou oito títulos.

### Período Sabático
Após deixar o clube que defendeu por 12 anos, o jogador chegou a ser vinculado a equipes da Europa e da Ásia, mas não assinou com nenhum clube e ficou toda época 2023–24 sem jogar nenhuma partida oficialmente. Desde que deixou o time que capitaneou algumas vezes na carreira (tendo sido o favorito pelos torcedores para assumir a faixa em 2022), o atleta não quis assinar nenhum contrato profissional e ponderou sobre sua aposentadoria, mesmo que com 32 anos.

### Fiorentina
Em 9 de agosto de 2024, De Gea anunciou o fim do período sabático e assinou com a Fiorentina.

## Seleção Espanhola

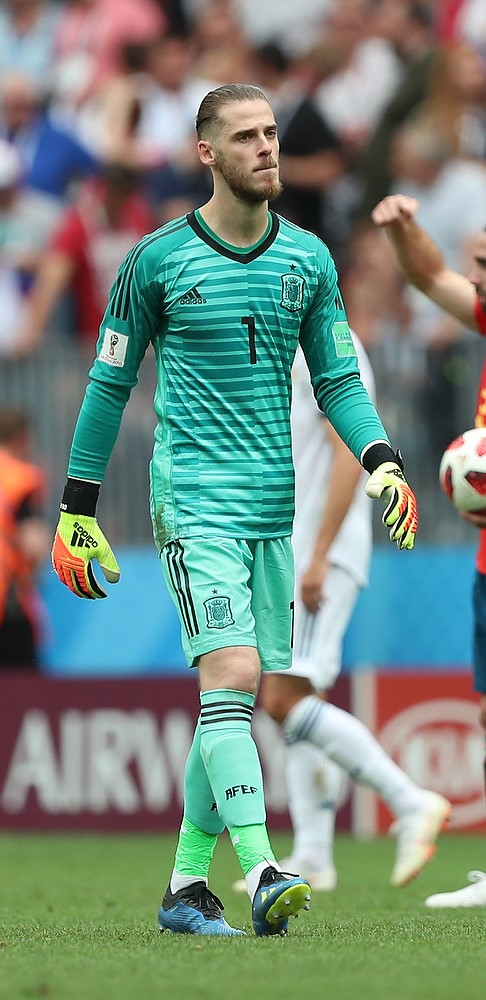
De Gea na Copa do Mundo de 2018.

Atua pela Seleção Espanhola desde o Sub-17. Em 2011 e 2013 conquistou a Campeonato Europeu Sub-21, sendo o titular da equipe durante todo o torneio. Participou da Olimpíada de Londres 2012.
Estreou pela seleção principal em 7 de junho de 2014 em partida amistosa contra El Salvador, quando substituiu Iker Casillas no minuto 83. Participou da Copa do Mundo FIFA de 2014 como reserva.
Na Eurocopa de 2016 atuou como titular em todas as quatro partidas da equipe.
Na Copa do Mundo FIFA de 2018, na Rússia, estreou no evento na partida contra Portugal de Cristiano Ronaldo, empatada em 3 x 3, que por pura infelicidade, falhou no segundo gol marcado pelo craque português (este que marcou os três gols portugueses nesta partida).
A Seleção Espanhola posteriormente saiu do torneio, após se classificar em segundo lugar na fase de grupos, contudo perdeu na disputa de pênaltis (4 x 3) para os donos da casa, após empatarem em 1 x 1 no tempo normal dos 90 minutos da partida e nos dois tempos da prorrogação.
Com a chegada de Luis Enrique a Seleção, o jogador recebia menos oportunidades de convocações do que outrora, e deixou de ser convocado em outubro de 2020. O jornal El Chiringuito afirmou que o treinador e o goleiro conversaram por ligação e foi dito ao arqueiro que ele não seria mais convocado por "uma decisão técnica". Foi dito também que David indagou novamente sobre o motivo da decisão, mas que não recebera nenhuma explicação a mais.
Após a ligação, o presidente da Federação Espanhola enviou-lhe uma mensagem agradecendo os serviços prestados à Furia, mas o representante acreditava que De Gea havia anunciado que estava aposentando-se da equipe por vontade própria. Contudo, o goleiro rebateu dizendo que ele não estava aposentado da Espanha e que voltaria a defender as cores do seu país caso fosse chamado novamente.
De Gea deixou de ser convocado juntamente com outros grandes jogadores espanhóis mais velhos. Além dele, Sergio Ramos, Thiago Alcântara pararam de ser convocados para dar espaço aos jogadores mais jovens.

## Títulos
Atlético de Madrid
- Liga Europa da UEFA: 2009–10
- Supercopa da UEFA: 2010

Manchester United
- Supercopa da Inglaterra: 2011, 2013 e 2016
- Premier League: 2012–13[1]
- Copa da Inglaterra: 2015–16
- Copa da Liga Inglesa: 2016–17 e 2022–23
- Liga Europa da UEFA: 2016–17

Seleção Espanhola Sub-17
- Eurocopa Sub-17: 2007

Seleção Espanhola Sub-21
- Eurocopa Sub-21: 2011 e 2013

### Prêmios individuais
- Equipe do torneio do Campeonato Europeu Sub-21: 2011, 2013
- Equipe do Ano PFA da Premier League: 2012–13, 2014–15, 2015–16,[88] 2017–18
- Prêmio Sir Matt Busby de jogador do ano: 2013–14, 2014–15, 2015–16,[89] 2016–17[90]
- Equipe da temporada da Liga Europa da UEFA: 2015–16[91]
- 29º melhor jogador do ano de 2016 (The Guardian)[92]
- 62º melhor jogador do ano de 2016 (Marca)[93]
- 20º colocado na Ballon d'Or: 2017
- Luva de Ouro da Premier League: 2017–18, 2022–23[1]
- FIFPro World XI: 2018
- Jogador do Mês da Premier League: janeiro de 2022[1]